# Adenau
Adenau là một đô thị ở Đức. Đô thị này thuộc huyện Breidscheid. Diện tích là 18,56  km², dân số cuối năm 2006 là 2904 người.
http://ekgadenau3.bildung-rp.de/ Lưu trữ ngày 26 tháng 6 năm 2008 tại Wayback Machine